# Campeonato Boliviano de Futebol de 2025
A División Profesional 2025 é a 92.ª edição da Primera División, competição de clubes de futebol equivalente à primeira divisão profissional do futebol boliviano. O campeonato é organizado pela Divisão Profissional do Futebol Boliviano, órgão interno da Federação Boliviana de Futebol (FBF), entidade máxima do futebol na Bolívia.
A competição teve início em 28 de março e tem término previsto para dezembro de 2025. Esta edição continua a implementação do uso do VAR ("Árbitro assistente de vídeo"), iniciada no Torneio Clausura de 2022. Um total de 16 equipes participam da competição, incluindo 14 remanescentes da edição de 2024 e 2 promovidas da Copa Simón Bolívar de 2024.

## Participantes
16 clubes competem na liga na temporada de 2025: as 14 melhores colocadas na classificação geral da Primera División de 2024, além do ABB, promovido como campeão da Copa Simón Bolívar de 2024, e do Totora Real Oruro, que participou do "play-off" de promoção e rebaixamento. O ABB conquistou seu primeiro acesso à elite do futebol boliviano em 1.º de dezembro de 2024, após a conquista do título da Copa Simón Bolívar. Por sua vez, o acesso inédito do Totora Real Oruro foi confirmado em 6 de janeiro de 2025, após decisão do Tribunal Disciplinar Esportivo da Federação Boliviana de Futebol, que determinou a exclusão do Royal Pari da competição em razão do abandono da partida de volta do play-off de promoção e rebaixamento.
ABB e Totora Real Oruro substituíram Real Santa Cruz e Royal Pari, ambos rebaixados para a liga regional de Santa Cruz.

## Classificação
| Pos | Equipe                  | Pts | J  | V  | E | D  | GP | GC | SG  | Classificação                               |
| --- | ----------------------- | --- | -- | -- | - | -- | -- | -- | --- | ------------------------------------------- |
| 1   | Always Ready            | 31  | 14 | 9  | 4 | 1  | 44 | 20 | +24 | Fase de grupos da Taça Libertadores de 2026 |
| 2   | The Strongest           | 31  | 14 | 10 | 1 | 3  | 42 | 26 | +16 | Fase de grupos da Taça Libertadores de 2026 |
| 3   | Blooming                | 25  | 13 | 7  | 4 | 2  | 29 | 20 | +9  | Primeira fase da Taça Libertadores de 2026  |
| 4   | Bolívar                 | 24  | 13 | 7  | 3 | 3  | 33 | 16 | +17 | Primeira fase da Copa Sul-Americana de 2026 |
| 5   | GV San José             | 23  | 14 | 7  | 2 | 5  | 23 | 22 | +1  | Primeira fase da Copa Sul-Americana de 2026 |
| 6   | Guabirá                 | 16  | 14 | 4  | 4 | 6  | 25 | 30 | −5  | Primeira fase da Copa Sul-Americana de 2026 |
| 7   | Oriente                 | 16  | 13 | 4  | 4 | 5  | 21 | 28 | −7  |                                             |
| 8   | San Antonio             | 15  | 13 | 3  | 6 | 4  | 21 | 25 | −4  |                                             |
| 9   | ABB                     | 15  | 13 | 3  | 6 | 4  | 15 | 21 | −6  |                                             |
| 10  | Totora Real Oruro       | 14  | 14 | 3  | 5 | 6  | 20 | 24 | −4  |                                             |
| 11  | Univ. de Vinto          | 14  | 13 | 3  | 5 | 5  | 16 | 22 | −6  |                                             |
| 12  | Real Tomayapo           | 14  | 14 | 2  | 8 | 4  | 15 | 23 | −8  |                                             |
| 13  | Independiente Petrolero | 12  | 13 | 2  | 6 | 5  | 18 | 26 | −8  |                                             |
| 14  | Nacional Potosí         | 11  | 12 | 2  | 5 | 5  | 15 | 16 | −1  |                                             |
| 15  | Wilstermann             | 6   | 14 | 1  | 3 | 10 | 10 | 31 | −21 | "Play-off" de promoção e rebaixamento       |
| 16  | Club Aurora             | −14 | 13 | 5  | 4 | 4  | 25 | 22 | +3  | Rebaixado à Liga Regional                   |

1. ↑  O Aurora foi punido com a perda de 33 pontos em decorrência do caso envolvendo Gabriel Montaño.[6]

## Estatísticas

### Artilharia
- Atualizado até 15 de julho de 2025

| Pos. | Jogador               | Clube                   | Gols |
| ---- | --------------------- | ----------------------- | ---- |
| 1    | Efmamjjasond González | Always Ready            | 11   |
| 2    | Gustavo Peredo        | Guabirá                 | 9    |
| 3    | Moises Paniagua       | Always Ready            | 8    |
| 4    | Enrique Triverio      | The Strongest           | 7    |
| 4    | Juan Godoy            | The Strongest           | 7    |
| 4    | Dario Torrico         | Always Ready            | 7    |
| 4    | Óscar Villalba        | Independiente Petrolero | 7    |

Fonte: Soccerway

## Premiação
| División Profesional 2025 XCII — Campeonato Boliviano de Futebol |
| ---------------------------------------------------------------- |
| A DEFINIR Campeão (?° título da primeira divisão)                |